# Perian
Perian is een bestuurslaag in het regentschap Oost-Lombok van de provincie West-Nusa Tenggara, Indonesië. Perian telt 7120 inwoners (volkstelling 2010).